# Cheilanthes leucopoda
Cheilanthes leucopoda là một loài thực vật có mạch trong họ Adiantaceae. Loài này được Link miêu tả khoa học đầu tiên năm 1841.